# Msemmen
Msemmen of M'semen (Marokkaans-Arabisch: المسمن of الرغيف) is een platbrood uit de regio Maghreb.
M'semmen lijkt op een pannenkoek, maar het deeg is als bladerdeeg, uit laagjes opgebouwd. Een m'semmen wordt meestal gegeten met honing en geserveerd met een kop muntthee of koffie erbij. Maar hartig kan het ook genuttigd worden, dan wordt het gevuld met vlees of gebakken groenten. De ingrediënten zijn bloem, griesmeel, olijfolie en een beetje gist en boter.

## Etymologie
De oorspronkelijke naam is afgeleid van het Berberse woord msemen, wat "goed gebakken", "goed gekneed" betekent. Er is een variant, die wordt gemaakt door het deeg in strengen te trekken en daarmee een ronde schijf te vormen die meloui wordt genoemd in Noordwest-Afrika.